# Calyptra novaepommeraniae
Calyptra novaepommeraniae är en fjärilsart som beskrevs av Embrik Strand 1919. Calyptra novaepommeraniae ingår i släktet Calyptra och familjen nattflyn. Inga underarter finns listade i Catalogue of Life.